# Możejki (rejon werenowski)
Możejki (biał. Мажэйкі; ros. Можейки) – wieś na Białorusi, w obwodzie grodzieńskim, w rejonie werenowskim, w sielsowiecie Raduń.
W dwudziestoleciu międzywojennym leżały w Polsce, w województwie nowogródzkim, w powiecie lidzkim, w gminie Raduń. Po II wojnie światowej w granicach Związku Sowieckiego. Od 1991 w niepodległej Białorusi.
W pobliżu wsi znajduje się Wielki Kamień Możejski, będący głazem narzutowym (eratykiem).